# メラニー・マルティネスの未発表曲
メラニー・マルティネスの未発表曲（メラニー・マルティネスのみはっぴょうきょく) はメラニー・マルティネスの存在が確認されている未発表曲の音源の一覧
メラニーはザ・ヴォイス出演前からYouTubeに自身の弾き語りをアップロードしていた。現在は全て削除済みである。
太文字はリークされたことを指す。斜体はライブなどのメディアで披露されたことを指す。

## お蔵入りプロジェクト

### Take Me To The Moon
2011年に録音され、2012年に発売予定だったがアルバム完成後に破棄されてしまった。
トラックリスト
1. "I Think I'm Crazy"
2. "Curly Cue" (後に2013 EP用としてリメイクされた。2021年5月17日にリーク)
3. "Birthing Addicts"(後に2013 EP用としてリメイクされた。2021年5月17日にリーク)
4. "Smoke"
5. "The One"
6. "Milky Way"
7. "Alone"
8. "Oh Carousel"
9. "I Love My Ride"

アウトテイクとされている曲
- "Black and Blue"
- "Empty Life"
- "Go on Away"
- "Hey Alice"
- "I Don't Know"
- "Normalcy Will Never Be Achieved"
- "Story of an Insomniac"
- "Violent Disease"

### 2013 EP (仮)
ザ・ヴォイス出演後に制作を開始。2013年の秋に発売予定とオンラインライブで告知した。しかし、2013年の9月にメラニーらが「Dollhouse」を書いたことによる衝撃でお蔵入りになってしまった。
1. "A Million Men" (2021年6月4日にアコースティックのデモがリーク)
2. "A Thousand Words"(後にクライ・ベイビーバージョンとして流用された。2014年2月に自身のFacebookにて楽曲の存在を明かした。[5]）
3. "Birthing Addicts" (Take Me To The Moonのリメイク)
4. "Bones Are Blue" (後にクライ・ベイビーバージョンとしてリメイクされた）
5. "Curly Cue"(Take Me To The Moonのリメイク)
6. "Dear Porcupines" (2021年5月17日にリーク)
7. "Night Mime"(後にクライ・ベイビーバージョンとしてリメイクされた）
8. "Race"
9. "Rough Love"(後にクライ・ベイビーバージョンとしてリメイクされた）

## CRYBABY から
メラニーは2013 EP (仮)のプロジェクトがお蔵入りになったと同時にCRYBABYの製作を始めた。実に2年の歳月をかけておりレコーディングされた楽曲は採用曲を含めおよそ50曲以上にまでになる。
1. "名所不明" (メラニーが初めてInstagramに投稿したもの。後に削除された)[6]
2. "King Of The Arcade または Arcade (仮) (SNSで歌詞が言及された)[7]
3. "Mirror Mirror (仮)" (2021年9月24日に10秒の断片がリーク)[8]
4. "CakeWalk'' (仮）(2021年12月6日曲の断片がリーク。2022年6月時点では4つの断片が存在している)[9]
5. "Hearts または Heartbeat" (2022年1月6日に曲の断片がリーク)
6. ''名所不明'' (SNSにて歌詞が言及された)[10]
7. "99 Cent Store" (2018年 9月17日にリーク。実際に現地の99センツ・オンリー・ストアズでおもちゃの音を録音したという、しかしながらアルバムのストーリに合わなかったためお蔵入りにしたと語った。)[11]
8. "Arts & Crafts" (2021年 5月14日にリーク)
9. "Band Aid" (2017年 3月19日にリーク)
10. "Bombs on Monday Morning" (2016年 1月16日にリーク。2020年にTikTokで使用され海外で人気を集めた)
11. "Bones Are Blue" (2021年5月17日にリーク。クリスティーナ・アギレラへのヘイトソング[12])
12. "Coloring Book" (2021年 5月10日にリーク。Cry Babyとしてリリースされる前に、アルバムのタイトルトラックとして候補に挙がっていたという。[13]この曲はアルバム収録曲のほかに候補として挙がっていた曲の言及で成り立っている。言及された楽曲は"Carousel" "Dollhouse" "Cry Baby" "Pity Party" "Zzzz" "Teddy Bear" "Milk and Cookies'' "Dead To Me" の計8曲である。[14]またCRY BABYのミュージックビデオの冒頭にはこの曲と思わしきイントロが採用されている[15])
13. "Cooties"(2021年 2月17日にリーク。''Teddy Bear''と同じセッションで録音された[16])
14. "Drowning" (2021年4月19日にリーク。この曲は未完成のままお蔵入りになってしまった)
15. "Gold Diggin' Love" (2014年 2月15日にニューヨーク市のグラマシーシアターで披露された[17])
16. "Half Hearted" (2018年8月11日にボイスメモがリーク。リリース直前にPlay Dateと置き換えられた)
17. "Haunted" (2018年9月6日にリーク。Soapと置き換えられた)
18. "I Scream" (2020年1月4日にリーク。この曲はアルバムバージョンとアメリカのラッパーSnow Tha Productとコラボしたバージョンが存在する。2022年にファンが作ったTikTokの投稿により世界中でで大流行した。[18]"Mrs. Potato Head''の言及とされる箇所あり[19])
19. "Jumprope" (2021年5月16日リーク。歌詞の中にアルバムにも登場するジョニーが書かれている)
20. "Mistakes" (2020年10月10日にリーク。ヨハネス・ブラームスの「ブラームスの子守歌」をサンプリングしている。2014年2月に自身のFacebookにて楽曲の存在を明かした。[5])
21. "Night Mime"  (2016年1月24日にリーク。この曲は先述の通りEPからのリメイクであり、Dollhouse Tour の第一幕で披露されていた[20]楽曲でもある、歌詞が抽象的であるが故に様々な説が考察されている。2014年2月に自身のFacebookにて楽曲の存在を明かした。[5])
22. "Patient" (2021年7月22日にリーク。"Band Aid" と"Mrs. Potato Head''の言及とされる箇所あり[21])
23. "Psycho Lovers" (2020年9月17日にリーク。2014年2月に自身のFacebookにて楽曲の存在を明かした。[5])
24. "Ring Pop" (2021年4月25日にリーク。歌詞が複数存在し、どちらにも未登場のキャラクター「Luna」が書かれている。[22]SNSにて製作中の様子が投稿された。[23]パラフレーズで''Rotten Milk''の言及あり。[24])
25. "Rocking Horse" (2021年2月15日にリーク。"Haunted'' と "Teddy Bear"の言及あり)
26. "Rotten Milk" (2021年7月22日にリーク。歌詞の中にルーニー・テューンズ・ショーが出て来る)
27. "Rough Love" (この曲は先述の通りEPからのリメイクである。この曲はアメリカのTVシリーズLaw＆Order：SpecialVictimsUnitのさまざまなエピソードに触発されたと述べた。[25] ライブで披露済み[26])
28. "Run" (2021年6月4日にリーク。ライブで披露済み[27]"Schizo"への言及あり。[28])
29. "Schizo" (2018年9月16日にリーク。Schizoはschizophreniaの略で統合失調症の意味を持つ)
30. "Seesaw" (2021年5月14日にリーク)
31. "Strawberry Fields"(2018年9月12日にリーク。ビートルズのカバーである）
32. "Trophy Wife" (2021年5月17日にリーク)
33. "Twins" (2021年4月26日にリーク。未完成のままお蔵入りになってしまった)
34. "Unhappy Meal" (2018年9月17日にリーク。ファストフード業界、主にマクドナルドに対するヘイトソング[29] 未登場のキャラクター「Molly McDolly」が書かれている。メラニーの友人はこの曲について「この曲は今後リリースされないし、何もすることがない」とSNSにて明かした。[30])
35. "Where Do Babies Come From?" (2020年10月10日にリーク。2014年7月にこの曲の一部をInstagramに投稿した。[31]ファンからは好評だったがお蔵入りになってしまった。メラニーはこの曲について「他の曲のほうがクオリティーが高く、また個人的な曲なので、まだリリースするのに心の準備ができていない。この曲を誇れるようになってからリリースしたい」[32]と語った)
36. "You Love I" (2015年7月24日にリーク。ライブで披露済み。[33]マリリン・モンローのサンプリングをしている。2014年2月に自身のFacebookにて楽曲の存在を明かした。[5])
37. "Zzzz" (2021年1月12日にリーク。こちらも"Coloring Book"と同様に複数の曲の言及で成り立っている。"Milk and Cookies" "Teddy Bear" "Dollhouse'' "Cry Baby" "Ring Pop" そしてビートルジュースの言及あり[34])

## K-12から
1. ''Eraser'' (2021年5月10日にリーク)
2. ''Glue Stick'' (2021年5月10日にリーク。Dollhouseの言及あり)
3. ''Papercut'' (2021年2月17日にリーク。Glue Stickの言及あり)

## After Schoolから
1. "Absorb" (2021年 11月9日にリーク)
2. "Function" (2022年2月11日にリーク。アヴリル・ラヴィーンの"Contagious''を再利用している)
3. "History" (2021年5月16日にリーク)
4. "Lost & Found" (2021年10月10日にリーク)
5. "Maze" (2022年5月9日にリーク)
6. "Under The Desk" (2020年3月10日にリーク)